# Jacob Brooloos
Jacob Brooloos (ca. 1380 - na 1440), of De Broolose, was burgemeester van Brugge.

## Levensloop
Jacob Brooloos, poorter van de stad, trad toe tot het stadsbestuur in september 1408. Dit was geen onschuldige datum, maar een ogenblik van stevige strijd tussen hertog Jan zonder Vrees en grote delen van de stad Brugge. Dit leidde in 1407 tot de afzetting van een aantal stadsbestuurders en hun verbanning. Brooloos behoorde duidelijk tot het deel van de stedelijke prominenten die vertrouwen schonken aan de hertog. Dit had tot gevolg dat hij, in tegenstelling met de normale regels van afwisseling, vijf jaar na elkaar schepen van de stad bleef en uiteindelijk verheven werd tot de hoogste functie, die van burgemeester van de schepenen.
Ook in volgende jaren werd hij burgemeester van de schepenen, telkens wanneer hertog Filips de Goede zijn gezag over de stad wilde bevestigen.
Op 13 maart 1418 was hij als burgemeester aanwezig op de bijeenkomst in de Poortersloge die een nieuwe impuls gaf aan het ridderlijk gezelschap van de Witte Beer.
In 1419 werd hij door Karel de Stoute, namens Filips de Goede, samen met andere verantwoordelijken (de baljuw, de schout, burgemeesters, schepenen en raadsleden) aangesteld om het geschil op te lossen tussen de visverkopers en de vleeshouwers, aangaande de verkoop van vis door de vleeshouwers. In 1421 werd hij door Filips de Goede naar Damme gestuurd om er de verzanding van het  Zwin te onderzoeken. Rond dezelfde periode werd hij als onderhandelaar gestuurd naar de vreemde zeerovers die de kust onveilig maakten.
In 1459 richtte hij (of een erfgenaam in zijn herinnering) een stichting op om enkele godshuisjes te bouwen in de Baliestraat. Tot vandaag vereeuwigen ze zijn naam.
Hij was eigenaar van het familiegoed (sinds 1313) bekend als de heerlijkheid Ter Leye in Varsenare. In 1460 ging de heerlijkheid over naar de heren van Cleven en vervolgens naar de heren van Gistel.

## Stadsbestuurder
Brooloos was van 1408 tot 1440 een belangrijk stadsbestuurder. Hij bekleedde zesmaal de hoogste functie van burgemeester van de schepenen. In de jaren waarin hij geen functie vervulde, bleef hij invloedrijk als lid van wat de tweede bank werd genoemd, waarin de voormalige burgemeesters, met raadgevende stem, zitting hadden. Hij oefende ambten uit als volgt:
- 1408-1409: schepen
- 1409-1410: schepen
- 1410-1411: schepen
- 1411-1412: schepen
- 1412-1413: schepen
- 1413-1414: burgemeester van de schepenen
- 1417-1418: burgemeester van de schepenen
- 1420-1421: thesaurier
- 1423-1424: burgemeester van de schepenen
- 1427-1428: burgemeester van de schepenen
- 1432-1433: burgemeester van de schepenen
- 1439-1440: burgemeester van de schepenen.

## Bron
- Stadsarchief Brugge, Lijst van de Wetsvernieuwingen.